# Neohipparchus vervactoraria
Neohipparchus vervactoraria är en fjärilsart som beskrevs av Charles Oberthür 1916. Neohipparchus vervactoraria ingår i släktet Neohipparchus och familjen mätare. Inga underarter finns listade i Catalogue of Life.